# Villefort (Aude)
Villefort è un comune francese di 100 abitanti situato nel dipartimento dell'Aude nella regione dell'Occitania.

## Società

### Evoluzione demografica
Abitanti censiti